# Jokne’am (moszawa)
Jokne’am (hebr. יקנעם; ang. Yoqne'am Moshava, lub także Yoqne'am) – moszawa położona w Samorządzie Regionu Megiddo, w Dystrykcie Północnym, w Izraelu.

## Położenie
Moszawa Jokne’am jest położona na wysokości od 45 do 80 metrów n.p.m. u wylotu Wadi Milk w północno-zachodniej części Doliny Jezreel, na północy Izraela. Z położonych na zachodzie wzgórz Wyżyny Manassesa spływają głębokimi wadi strumienie Jokne’am, Keret i ha-Szofet. W odległości niecałego 1 km na północny zachód od moszawy wznoszą się zbocza zalesionych wzgórz masywu Góry Karmel (dochodzą w tym rejonie do wysokości 474 metrów n.p.m.). Bezpośrednio u wylotu Wadi Milk wznosi się wzgórze Tel Jokne’am (121 metrów n.p.m.), a na zachód od moszawy jest wzgórze Tel Kira (222 metrów n.p.m.). Wzgórza są porośnięte lasem. Natomiast po stronie wschodniej rozciągają się pola uprawne Doliny Jezreel. W otoczeniu moszawy znajduje się miasto Jokne’am, miejscowość Kirjat Tiwon, moszawy Bet Zajid, Sede Ja’akow, Kefar Jehoszua i Kefar Baruch, oraz kibuc Ha-Zore’a. Na wschód od moszawy znajduje się baza lotnicza Ramat Dawid.
Jokne’am jest położony w Samorządzie Regionu Megiddo, w Poddystrykcie Jezreel, w Dystrykcie Północnym Izraela.

## Historia

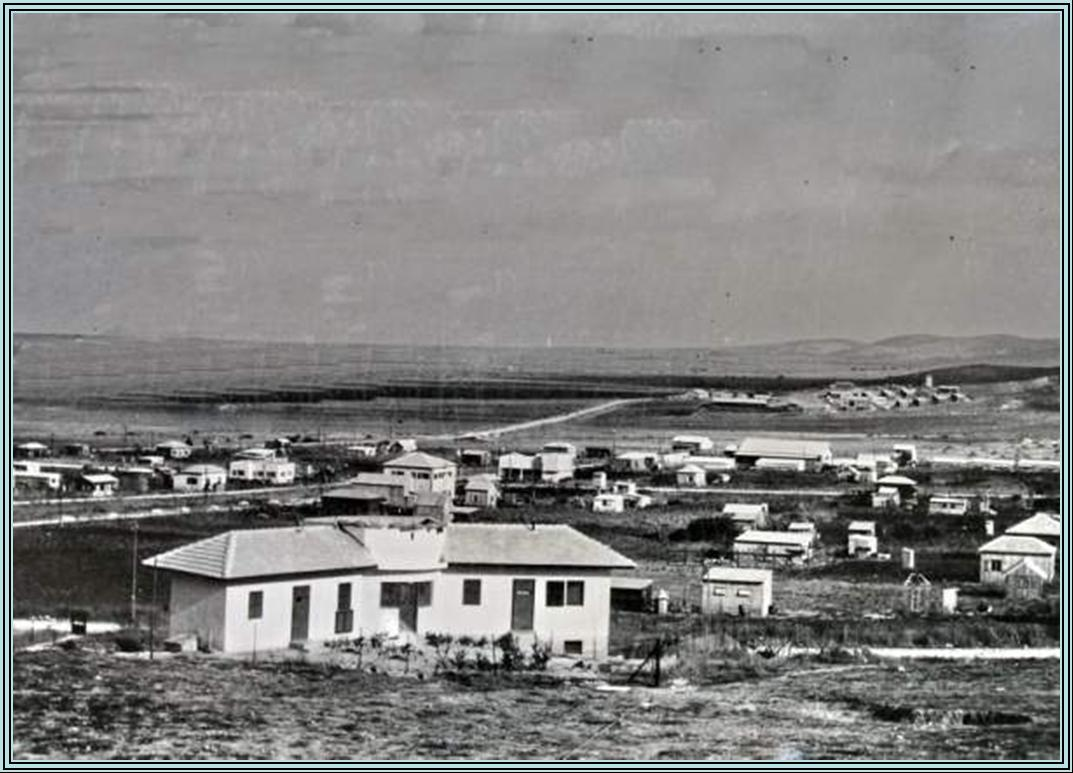
Widok na moszawę Jokne’am, ok. 1937 r.

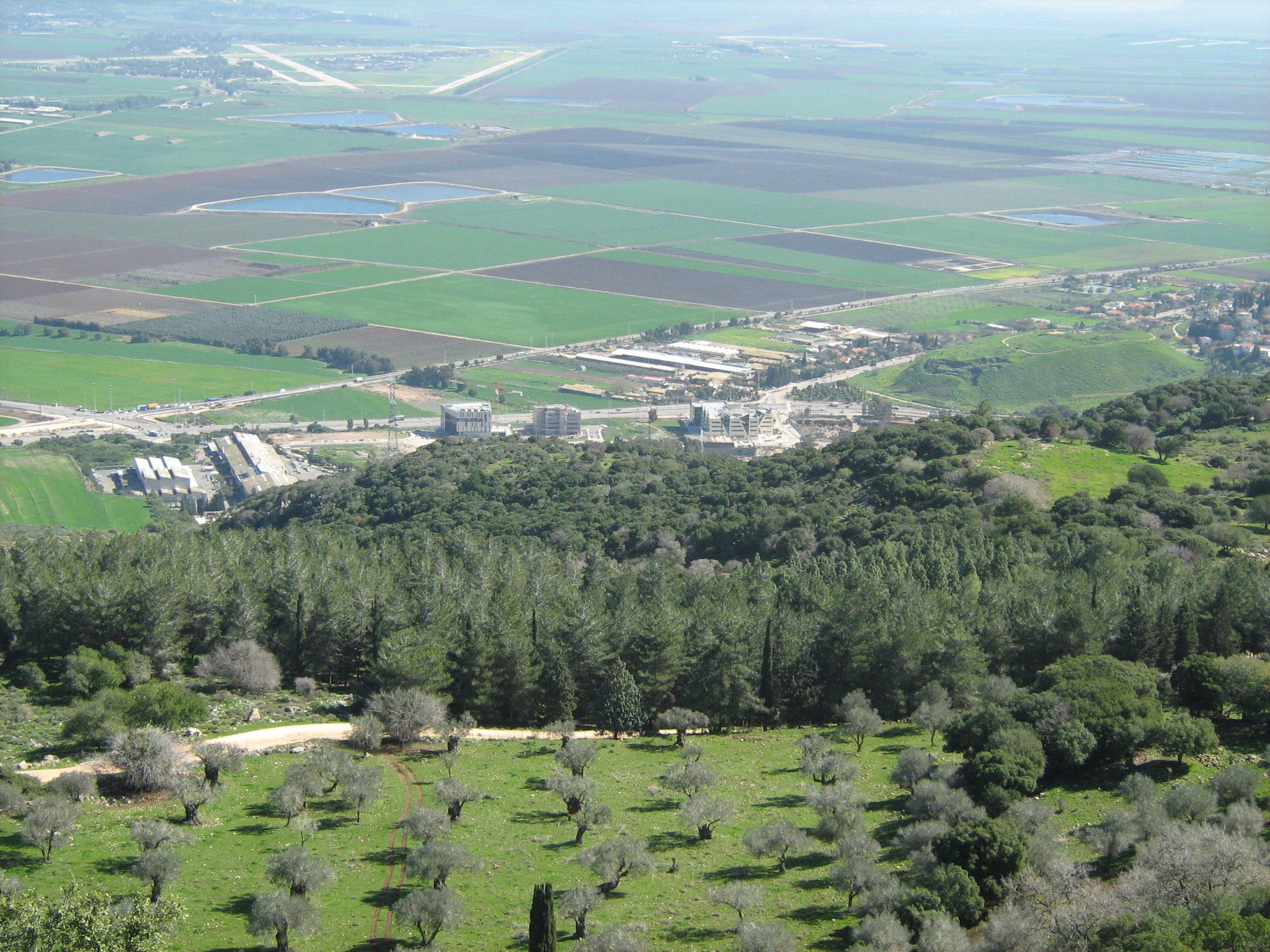
Widok na strefę przemysłową Jokne’am i moszawę Jokne’am. W tle widoczna baza lotnicza Ramat Dawid

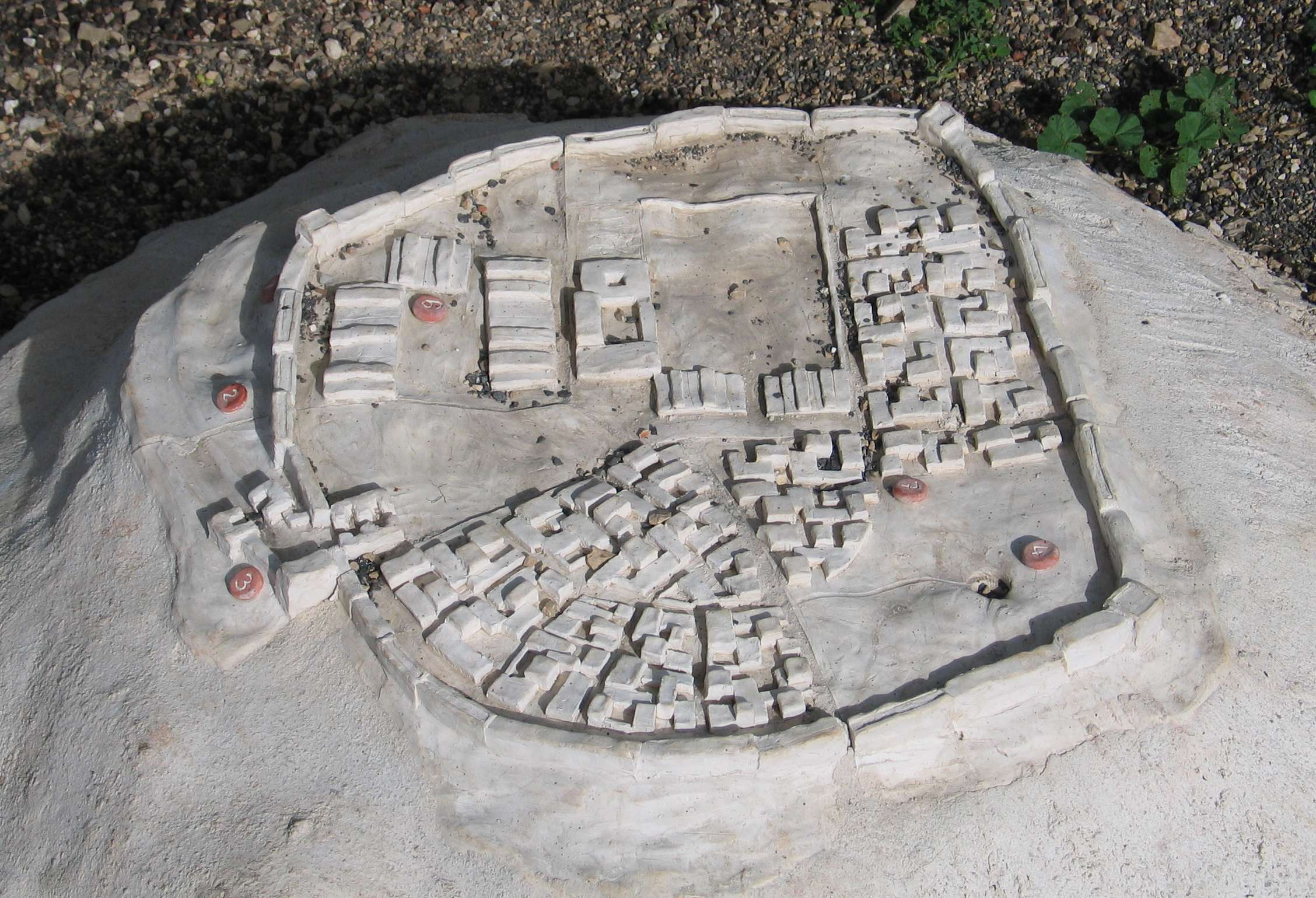
Model starożytnego miasta na Tel Jokne’am

Starożytne miasto Jokne’am po raz pierwszy pojawiło się XV wieku p.n.e. na liście 119 miast podbitych przez egipskiego faraona Totmesa III po zwycięskiej dla niego bitwie pod Megiddo. Później Jokne’am jest wymieniane w Biblii jako miasto podbite przez Żydów prawdopodobnie w drugiej połowie XIII wieku p.n.e.. Następnie było to miasto lewickie położone na ziemiach żydowskiego pokolenia Zabulona. W okresie panowania rzymskiego miasto było nazywane Cimona. Gdy w 637 roku Palestyna przeszła pod panowanie arabskie istniała tutaj już tylko niewielka wioska Kira. W okresie panowania krzyżowców była ona nazywana Kain Mons. Wynikało to z legendy, według której w miejscu tym Kain zamordował Abla. Po I wojnie światowej w 1918 roku cała Palestyna przeszła pod panowanie Brytyjczyków, który w 1921 roku utworzyli Brytyjski Mandat Palestyny. Umożliwiło to rozwój osadnictwa żydowskiego w Palestynie. W takich okolicznościach, w latach 30. XX wieku żydowskie organizacje syjonistyczne wykupiły znaczne ilości gruntów w Dolinie Jezreel. W takich okolicznościach, w sąsiedztwie tutejszych wiosek arabskich powstał w 1925 roku żydowski kibuc Miszmar ha-Emek, w 1926 roku moszaw Kefar Baruch, a w 1927 roku moszawy Sede Ja’akow i Kefar Jehoszua. W takich okolicznościach, w 1934 roku firma Israel Land Development Company wykupiła 20 tys. hektarów ziemi wokół Tel Jokne’am. Około 3,2 tys. hektarów ziemi zostało odsprzedanych Żydowskiemu Funduszowi Narodowemu, a pozostałą część sprzedano prywatnym nabywcom. Organizacje syjonistyczne planowały utworzenie w tym miejscu dużej osady rolniczej dla 400 rodzin. W ten sposób w dniu 1 grudnia 1935 roku założono moszawę Jokne’am.
Jako pierwsi w 1933 roku w to miejsce przyjechali członkowie rodziny Daniele, którzy wyemigrowali z Republiki Weimarskiej. Początkowo mieszkali oni w namiocie, a następnie w prowizorycznej chacie u podnóża Góry Karmel. W ich otoczeniu znajdowały się wyłącznie arabskie wioski, a ich dom służył jako zajazd osobom podróżującym przez Wadi Milk. W międzyczasie przygotowano plany nowej kolonii i w grudniu 1935 roku przybyły pierwsze rodziny imigrantów z Niemiec i Holandii. Pierwsi pionierzy zamieszkali w prymitywnych szałasach i zaczęli wiercić studnie oraz porządkować pola uprawne. W 1936 roku w sąsiedztwie powstał kibuc Ha-Zore’a. Podczas arabskiego powstania w Palestynie (1936–1939) moszawa została zaatakowana przez arabską bandę. W maju 1936 roku Arabowie zniszczyli 2 tys. drzew owocowych, a w sierpniu tego samego roku zastrzelili dwóch strażników ochrony. Podczas II wojny światowej Brytyjczycy utworzyli w Dolinie Jezreel kilka ważnych baz wojskowych - w 1942 roku na północny wschód od moszawy powstała baza lotnicza RAF Ramat Dawid.
W poszukiwaniu skutecznego rozwiązania narastającego konfliktu izraelsko-arabskiego w dniu 29 listopada 1947 roku została przyjęta Rezolucja Zgromadzenia Ogólnego ONZ nr 181. Zakładała ona między innymi, że moszawa Jokne’am miała znaleźć się w granicach nowo utworzonego państwa żydowskiego. Arabowie odrzucili tę Rezolucję i dzień później doprowadzili do wybuchu wojny domowej w Mandacie Palestyny. Na samym jej początku siły Arabskiej Armii Wyzwoleńczej zajęły pobliskie wioski i sparaliżowały żydowską komunikację w całym regionie. Z tego powodu, w dniu 1 marca 1948 roku siły żydowskiej Hagany zajęły i wysiedliły sąsiednią wioskę arabską Kira. Następnie wyburzono wszystkie jej domy, aby w ten sposób uniemożliwić ludności arabskiej powrót do swojej wioski. W dniu 4 kwietnia 1948 roku arabskie siły zaatakowały pobliski kibuc Miszmar ha-Emek, rozpoczynając dziesięciodniową bitwę o Miszmar ha-Emek. Żydzi po odparciu napaści, zdołali przejść do kontrataku i zdobyli szereg kolejnych wiosek arabskich w okolicy . Izraelskie działania podjęte podczas I wojny izraelsko-arabskiej (1948-1949) w pełni zabezpieczyły Dolinę Jezreel i Wyżynę Manassesa, stwarzając warunki do dalszego rozwoju tutejszych osiedli.
W 1950 roku w sąsiedztwie moszawy Jokne’am utworzono prowizoryczny obóz dla nowych imigrantów (ma'abarot). Początkowo w obozie zamieszkało 250 rodzin, obóz jednak bardzo szybko się rozrastał i w 1952 roku osiągnął wielkość 400 rodzin. Po kilku kolejnych miesiącach podjęto decyzję o utworzeniu w Wadi Milk nowej miejscowości, która według wstępnych planów miała pomieścić około 15 tys. mieszkańców. Przystąpiono wówczas do budowy pierwszych domów i pod koniec 1951 roku zamieszkało w nich pierwszych 285 rodzin. W 1964 roku rozpoczęto budowę nowego osiedla mieszkaniowego wśród tutejszych wzgórz. Dwa lata później mieszkańcy moszawy i nowej osady (zwyczajowo nazywanej Górne Jokne’am) zwrócili się do władz państwowych z prośbą o rozdzielenie ich osiedli. W 1966 roku nowa osada otrzymała nazwę Jokne’am, a rok później przyznano jej status samorządu lokalnego. Nowo powstała miejscowość rozwijała się niezależnie od sąsiedniej moszawy, jako ważny ośrodek przemysłowy oraz centrum lokalnej administracji. Natomiast moszawa Jokne’am rozwijała się dalej jako typowa kolonia rolnicza. Na początku XXI wieku władze miasta Jokne’am zaczęły starania o połączenie z moszawą. Jest to wynik rosnącej potęgi gospodarczej rozrastającego się miasta względem małej osady rolniczej.

## Demografia
Większość mieszkańców moszawy jest Żydami, jednak nie wszyscy identyfikują się z judaizmem. Tutejsza populacja jest świecka.

## Gospodarka i infrastruktura
Wielu mieszkańców moszawy to rolnicy, którzy uprawiają warzywa, hodują drób i bydło mleczne. Są tutaj także szkółki kwiatów i stawy hodowlane ryb. Dzięki temu osada nadal zachowuje swój rolniczy charakter, jednak coraz więcej mieszkańców dojeżdża do pracy w pobliskich strefach przemysłowych. Rolnictwo nie jest już dominującym źródłem dochodów. W moszawie jest przychodnia zdrowia, sklep wielobranżowy, stacja benzynowa i warsztat mechaniczny.

## Transport
Z moszawy wyjeżdża się na północny wschód na drogę nr 66 lub na północ na drogę nr 70. Lokalna droga umożliwia dojazd do miasta Jokne’am i kibucu Ha-Zore’a.

## Edukacja i kultura
Moszawa utrzymuje przedszkole. Starsze dzieci są dowożone do szkoły podstawowej w moszawie Kefar Jehoszua i szkoły średniej w kibucu En ha-Szofet. W moszawie jest ośrodek kultury z biblioteką, basen kąpielowy, sala sportowa oraz boisko do piłki nożnej. Jest tu także synagoga i mykwa. W centrum moszawy znajduje się ogród rzeźby autorstwa rzeźbiarza Aleksandra Kirznera. Zgromadzono tutaj 250 jego rzeźb i płaskorzeźb, które pogrupowano w trzech głównych kategoriach: Holocaust, muzyka i taniec.
W 1956 roku do moszawy przyjechał młody Niemiec, który służył podczas II wojny światowej jako pilot myśliwców. Kupił on 30 akrów ziemi w Dolinie Pokoju, wybudował dom i magazyn, oraz rozpoczął pracę na roli. Przez długie lata mieszkało tam dwóch chrześcijan (Józef i Herman). Byli to przyjaciele narodu żydowskiego, którzy uważali, że w 2000 roku nadejdzie Mesjasz ustanawiając Królestwo Boże. Gdy ich nadzieje się nie spełniły, Józef popełnił w 2000 roku samobójstwo wyskakując z rozpędzonego pociągu. Zmarł od odniesionych ran. Kilka lat później Herman zmarł ze starości. Wcześniej przekazał gospodarstwo rolne moszawie. Zabudowania są wykorzystywane w okresie letnim do różnych kursów edukacyjnych.

## Turystyka
Największą tutejszą atrakcją turystyczne jest wzgórze Tel Jokne’am, z ruinami starożytnego miasta o tej samej nazwie. Stanowisko archeologiczne posiada ponad dwadzieścia warstw, i jest udostępnione zwiedzającym. Ze wzgórza rozciąga się piękna panorama na Wadi Milk, Dolinę Jezreel i położoną na północy Dolinę Zewulun. Na terenie położonych na północ od moszawy stawów hodowlanych, urządzono baseny wędkarskie dla dzieci i dorosłych. Tuż obok przygotowano place zabaw oraz miejsce piknikowe. Moszawa jest dogodnym punktem wyjściowym do pieszych lub rowerowych wycieczek po okolicznych wzgórzach. Obszar całej Wyżyny Menassesa stanowi od 2011 roku rezerwat biosfery UNESCO. Rezerwat biosfery obejmuje obszary zalesione, źródła strumieni, wzgórza wulkaniczne i stanowiska archeologiczne.